# Daniel Blanco Acevedo
Daniel Blanco Acevedo fou un advocat i polític uruguaià, pertanyent al Partit Colorado.

## Família
Fill de Juan Carlos Blanco Fernández i de Luisa Acevedo Vásquez. Els seus germans Pablo, Eduardo i Juan Carlos també van tenir una destacada actuació política.
Casat amb María Estradé, el seu fill Juan Carlos va ser ministre d'Afers Exteriors de l'Uruguai.

## Carrera
Graduat en Dret a la Universitat de la República.
Diputat pel departament de Montevideo el febrer de 1947 i més endavant en el període 1951-1955; el 1952 va ser vicepresident de la Cambra de Representants.